# Arsura
Arsura is een Roemeense gemeente in het district Vaslui.
Arsura telt 1878 inwoners.